# Volant

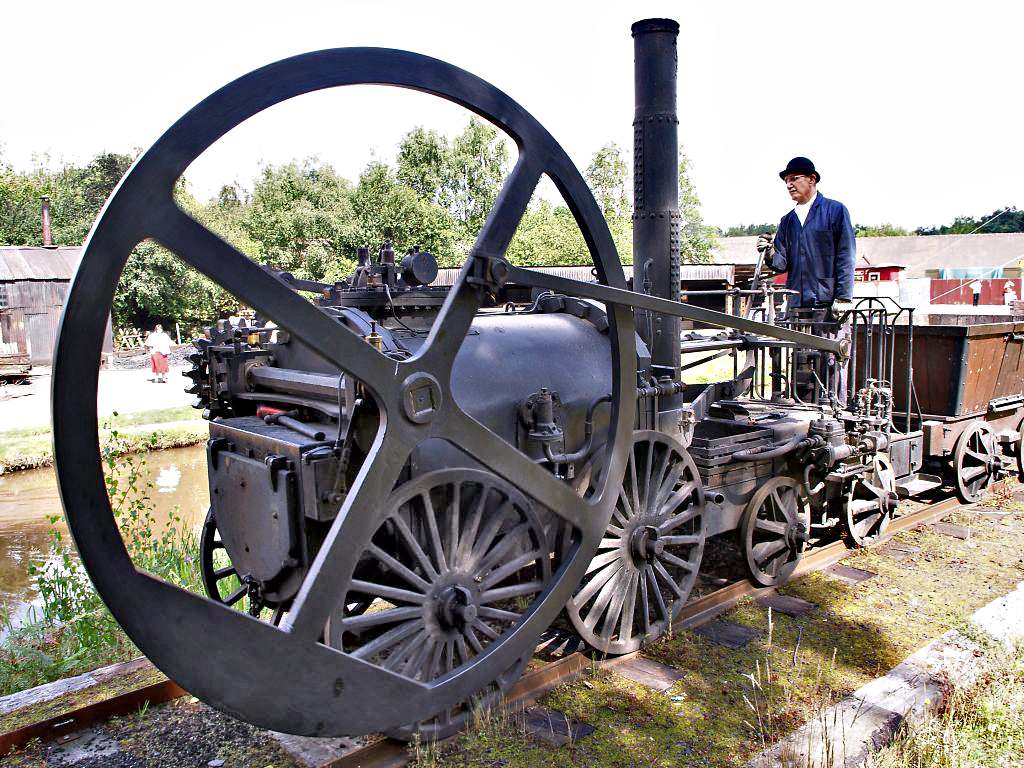
Locomotiva cu abur cu un singur cilindru a lui Richard Trevithick (1802) utiliza un volant

Volantul este un mecanism a cărui parte principală este o roată în rotație, care stochează energie cinetică de rotație. Forma de roată asigură un moment de inerție mare, care se opune schimbărilor în mișcarea de rotație. Energia stocată în volant este proporțională cu pătratul vitezei unghiulare. Energia este transmisă volantului prin aplicarea unui cuplu, ceea ce face ca turația sa să crească, stocând energie. Invers, volantul eliberează această energie aplicând un cuplu unui arbore antrenat, ca urmare turația sa scade.

## Aplicații
Aplicațiile obișnuite ale volanților sunt:
- Furnizarea continuă a energiei când sursa ei este discontinuă. De exemplu, la motoarele cu ardere internă cu piston servește la uniformizarea mersului prin uniformizarea mișcării de rotație.
- Furnizarea energiei cu o putere mai mare decât a sursei de energie continuă. Un volant poate acumula energie treptat și să o elibereze brusc, cu o putere mare.
- Asigurarea orientării unui sistem mecanic. În aceste aplicații momentul cinetic al volantului este transmis sub formă de cuplu către sistemul mecanic. Volantul furnizează energia necesară orientării sistemului mecanic în poziția dorită.

## La motoare

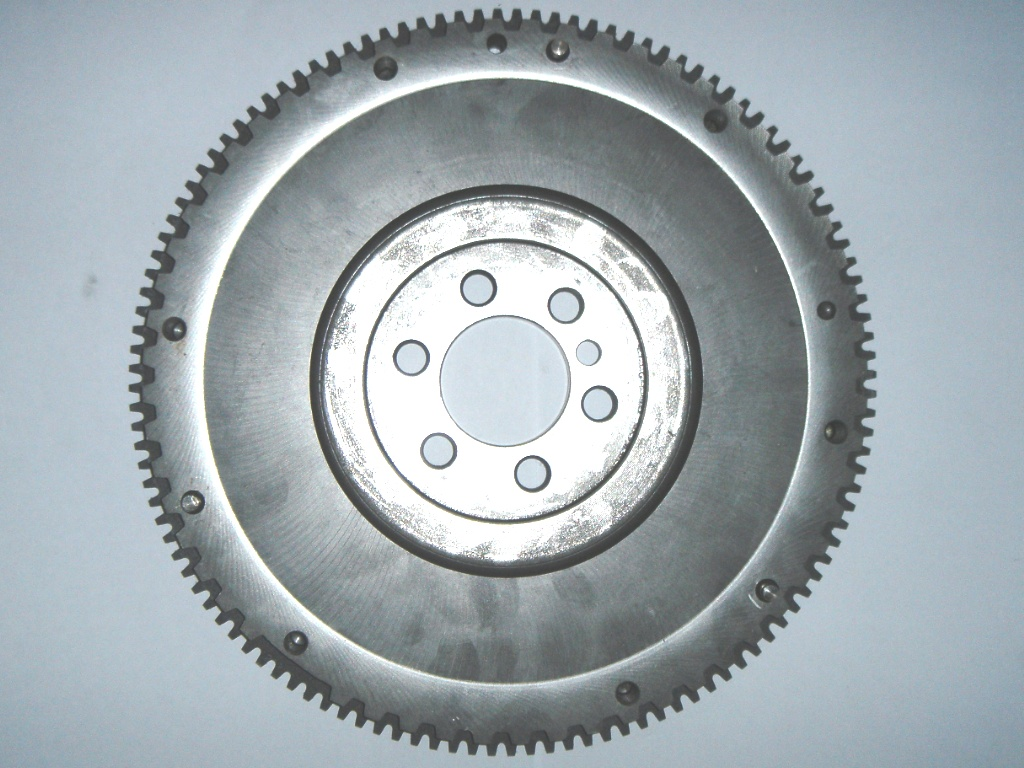
Volant de automobil, cu coroană dințată pentru demaror și senzorul de turație

Volantul unui motor cu ardere internă este o piesă în formă de disc turnat din fontă. Este prelucrat astfel ca să fie perfect echilibrat, iar majoritatea masei sale este distribuită spre periferia discului pentru a avea un moment de inerție cât mai mare. În fiecare timp motor dintr-un cilindru volantul acumulează energie, accelerând, energie pe care o restituie în ceilalți timpi ai ciclului, decelerând și antrenând mecanismul motor.